# Vinogel
Il vinogel era un prodotto vinicolo disidratato disponibile alle truppe francesi. Era ottenuto dalla disidratazione del vino fino a ridurlo di a un terzo, era titolato e gelificato in modo da renderlo facilmente conservabile occupando uno spazio ridotto. Era conosciuto come Tiger blood e andava diluito con 2 parti d'acqua, 2:1, tuttavia era comune per le truppe diluirlo con solo una parte d'acqua, 1:1, oppure consumato direttamente come gelatina. La produzione fu interrotta intorno agli anni '60.

## Storia
Oltre alla birra e al choum, le truppe francesi ricevevano ancora una razione di vino, anche sul campo. Durante le operazioni portare in giro bottiglie di vino in grandi quantità era poco pratico, così nei loro kit di razione da combattimento i soldati ricevevano un concentrato di vino disidratato chiamato "Vinogel", a volte soprannominato "sangue di tigre".
L'idea era di mescolare il vinogel con due parti di acqua e una parte di vino, molti ne preferivano una e una, ma alcuni lo mangiavano semplicemente disidratato.
Nel 1947 il ministro della guerra francese, Paul Coste-Floret, aveva visitato l'Indocina e si era un po' angosciato all'idea del vinogel.
"Vedi", disse al comandante in capo francese, generale Raoul Salan: "Non è qualcosa che bevi, è qualcosa che mangi. Ti mando del vino decente."
"Potresti inviare anche qualche battaglione," suggerì Salan. Le sue stesse ansie pratiche, giustapposte alle preoccupazioni spesso frivole e confuse dei successivi politici francesi, si sarebbero dimostrate fondate. Come spesso accade con le razioni dell'esercito, il vinogel potrebbe non essere stato della migliore qualità, ma in una scelta tra questo e niente la maggior parte dei soldati sapeva quale preferire, come illustra chiaramente un incidente nella battaglia di Dien Bien Phu.
Dien Bien Phu è stato progettato dai capi di stato maggiore francesi come la battaglia decisiva per attirare i Viet Minh e distruggerli.
Migliaia di truppe, principalmente paracadutisti e legionari, sarebbero state paracadutate e poi sbarcate nella valle di Dien Bien Phu nel Vietnam nord-occidentale, contrastando le linee di rifornimento del Viet Minh nel Laos, sfidando così il nemico a uscire e combattere per sloggiarli.
Le truppe avrebbero scavato, fortificato la valle e lasciato che le ondate di attaccanti del Viet Minh si infrangessero contro filo spinato, fortini e artiglieria concentrata, mentre colonne vaganti si lanciavano per diffondere fuoco e distruzione sulle basi nemiche e sulle linee di rifornimento affluenti.
I difensori francesi sarebbero stati riforniti per via aerea, essendo state costruite due piste di atterraggio per lo scopo.
Era una tattica che si scoprì aveva funzionato nella battaglia molto più piccola di Nà San alla fine del 1952, ma il difetto cruciale era che la Francia non aveva aerei sufficienti per ripeterla su questa scala molto più ampia e la loro convinzione che il Viet Minh non possedeva capacità antiaeree si è rivelato un errore fatale.
Tuttavia tra il 20 novembre 1953, quando i francesi iniziarono a sbarcare nella valle e l'8 maggio 1954, quando la battaglia terminò, quasi 4.000 tonnellate di rifornimenti erano state consegnate alla guarnigione. Incluse nelle forniture c'erano 199.760 razioni di pane, 12,5 tonnellate di salsicce in scatola, 875 tonnellate di frutta e verdura fresca, quasi 60.000 litri di vino e 8.480 litri di vinogel. Il giorno di Natale del 1953, senza che il Viet Minh avesse ancora lanciato un attacco, la guarnigione poté godersi un lungo pranzo che includeva carne fredda, patate fritte, formaggio, dolci, vino e champagne. Era una buona copia per i giornalisti di guerra che lo accompagnavano ad Hanoi, ma presto fu un'illusione in quanto fu distrutta.
Quando la battaglia iniziò il 13 marzo 1954, il piano francese andò immediatamente storto e divenne evidente la mancanza di preparativi adeguati. Poiché le truppe francesi avevano scavato in una serie di forti con nomi come "Beatrice", "Eliane", "Isabelle" e "Gabrielle" sul fondovalle, il Viet Minh aveva trainato artiglieria sulle colline circostanti, cosa che i francesi avevano creduto impossibile. Hanno completamente trascurato le posizioni francesi ed erano troppo ben mimetizzate e trincerate affinché l'artiglieria francese potesse neutralizzarle. Béatrice è stata invasa la prima notte, il bombardamento nemico iniziale ha causato il collasso di trincee e bunker fragili prima che la fanteria vietnamita attaccasse a ondate umane, sommergendo i difensori rimanenti che hanno chiamato l'artiglieria di supporto sulle proprie posizioni e poi hanno cercato di sfondare. Il comandante dell'artiglieria francese, il colonnello Charles Piroth, si suicidò per la vergogna. Da quel momento in poi non ci fu tregua.
In poco tempo il campo d'aviazione era insostenibile e gli aerei non potevano più atterrare. Le scorte di uomini, attrezzature e razioni dovevano essere paracadutate e mentre gli uomini potevano dirigersi verso l'atterraggio tra alleati, le casse non potevano e molte cadevano dentro e intorno alle posizioni occupate dal nemico. Il 30 aprile, come racconta lo storico Bernard Fall, i legionari della semirigida 13eme si trovarono di fronte alla prospettiva di celebrare il Camerone con una sola bottiglia di vino per plotone. Poi giunse la notizia che due casse di vinogel erano tra i para-drop caduti nella terra di nessuno di fronte a loro quel giorno. Fu organizzata una festa di recupero (tutti si offrirono volontari ricordati da un veterano) guidata da un maggiore Coutant.
Per garantire il recupero sicuro delle casse, i legionari dovevano prima dirigersi verso le linee nemiche e distruggere diversi bunker, un compito che è stato completato con esplosivi al plastico e 10 nemici uccisi e molti feriti senza aver perso i propri. Il vinogel è stato recuperato e le celebrazioni del giorno sono state salvate.
Quella sera il comandante francese, il generale Christian de Castries, comunicò via radio ai suoi superiori ad Hanoi i dettagli del successo del raid, omettendo però gli scopi reali per i quali era stato organizzato.
Nonostante il perimetro sempre più ristretto, i cali, comprese le consegne occasionali di frutta e verdura fresca e anche molti articoli di lusso, non si fermano mai. Altre bevande alcoliche incluse: 135 litri di aperitivi, 72 bottiglie di Champagne, 72 bottiglie di vino pregiato, 148 bottiglie di cognac e rum e 7.680 bottiglie di birra da 66 cl oltre a latte in polvere, asparagi, senape, biscotti, matite, carta da lettere, lamette da barba, sapone da barba, 12.000 pacchetti di sigarette e 949 bottiglie di acqua di colonia.
Tuttavia, è stato con il progredire della battaglia che la maggior parte del vinogel è stata abbandonata, la praticità ha tardato la precedenza su frivolezza e pedanteria. 